# Ángel María de Carvajal y Fernández de Córdoba y Gonzaga
 Ángel María de Carvajal y Fernández de Córdoba y Gonzaga (Madrid, 17 de septiembre de 1793-Madrid, 20 de abril de 1839), fue un aristócrata español, grande de España, que sirvió en la casa real. Fue el VIII duque de Abrantes, IX duque de Linares, XIX conde de Aguilar de Inestrillas, XV marqués de Aguilafuente, XI marqués de Valdefuentes, VII marqués de Villalba de los Llanos, VIII marqués de Sardoal, marqués de Goubea, VII marqués de Navamorcuende, X conde de la Mejorada, conde de Portalegre, XIII conde de Villalba, VI conde de la Quinta de Enjarada, señor de los Cameros y de otros estados.

## Vida y familia
Hijo póstumo de Ángel María de Carvajal y Gonzaga, XI conde de Villalba,  XIII marqués de Aguilafuente, VI marqués de Sardoal, VI duque de Abrantes, VII duque de Linares, VIII marqués de Valdefuentes, VII marqués de Puerto Seguro, VIII marqués de Navamorcuende, V conde de la Quinta de la Enjarada, XVI conde de Aguilar de Inestrillas y VII conde de la Mejorada —títulos que heredó su hijo—, y de Vicenta Fernández de Córdoba y Pimentel,  hija de Pedro de Alcántara Fernández de Córdoba, XII duque de Medinaceli, y de su segunda esposa, María Petronila de Alcántara Enríquez y Cernesio, VII marquesa de Mancera, grande de España. Quedó al cuidado de su madre y de su tío el duque de Medinaceli que fallece, a su vez, en 1806. 
Casó, el 1 de enero de 1813, en Cádiz, con Manuela Téllez Girón y Pimentel, II condesa de Coquinas, hija del IX  duque de Osuna y XII  duquesa de Benavente.
Prócer del Reino en 1834 al entrar en vigor el Estatuto Real, se le nombró en 1839 Caballerizo mayor de la reina Isabel II al fallecer el marqués de Cerralbo. Sólo ocupará este puesto un año, ya que él mismo fallecerá también.

## Descendencia
- Ángela Manuela Isidra de Carvajal y Téllez-Girón (n. 16 de abril de 1814), casó con José Julián Benito Maldonado Aceves, marqués de Castellanos, con descendencia.[6]

- Ángel María de Carvajal y Téllez-Girón (Madrid, 20 de noviembre de 1815-Madrid, 3 de enero de 1890), XIV conde de Villalba,[7] XVI marqués de Aguilafuente,[2] IX duque de Abrantes,[4] X duque de Linares,[7] IX marqués de Sardoal, XI marqués de Valdefuentes, X marqués de Puerto Seguro, XI marqués de Navamorcuende,[7] VIII conde de la Quinta de la Enjarada, XIX conde de Aguilar de Inestrillas y X conde de la Mejorada. Casó en primeras nupcias, el 10 de febrero de 1840 con María África Fernández de Córdoba y Ponce de León (m. 1866), hija de Luis Fernández de Córdoba-Figueroa y Aragón, XIV duque de Medinaceli, y de su esposa María de la Concepción Ponce de León y Carvajal.[8] Contrajo un segundo matrimonio, el 27 de abril de 1874, con Josefa Jiménez Molina Jiménez (m. 1903).[4] Con descendencia.

- Agustín Ángel de Carvajal y Téllez Girón (n. Madrid, 20 de noviembre de 1815), gemelo del anterior, XIV conde de Mayalde y caballero de la Orden de Calatrava. Casó con María de los Dolores Samaniego, padres de una hija.[9]

- Pedro de Alcántara Carvajal y Téllez-Girón (Madrid, 2 de mayo de 1818-Madrid, 3 de enero de 1869), IX marqués de Villalba de los Llanos y caballero de la Orden de Alcántara.[10] Casó con María del Carmen Pasqual de Pobil, IV marquesa de Arneva.[10] Con descendencia.

- José Joaquín de Carvajal y Téllez-Girón.[11] Se unió con su prima hermana Cándida Rosa Rosalía Josefa Téllez Girón y Fernández de Santillán. Este hecho ocasionó disputa entre la Casa de Carvajal y Téllez-Girón  con la Casa Téllez-Girón y Fernández de Santillán. Con descendencia legitimada. Posteriormente casó con Adela Domínguez Cambe. Con descendencia.

- Vicente Carvajal y Téllez-Girón (n. Madrid, 1828), XVI marqués de Águilafuente.[11] Casó con Ramona Hurtado de Mendoza y Ruiz de Otazu, con descendencia.[11]